# 304년

## 연호
- 서진(西晉) 태안(太安) 3년 / 영안(永安) 원년 / 건무(建武) 원년 / 영흥(永興) 원년
- 성한(成漢) 건초(建初) 2년 / 건흥(建興) 원년
- 전조(前趙) 원희(元熙) 원년

## 기년
- 서진(西晉) 혜제(惠帝) 15년
- 신라(新羅) 기림 이사금(基臨泥師今) 7년
- 고구려(高句麗) 미천왕(美川王) 5년
- 백제(百濟) 분서왕(汾西王) 7년 / 비류왕(比流王) 원년

## 사건
- 음력 8월 - 신라 서라벌에서 지진이 일어나 땅에서 샘이 솟아올랐다.
- 음력 9월 - 서라벌에서 지진이 일어나 민가가 무너지고 사람들이 죽었다.
- 음력 10월 - 백제 분서왕이 낙랑 태수에게 보낸 자객 황창랑에게 살해당했다. 황창랑은 도망다 백제 공주에게 살해됐다. 비류가 백제 왕의 자리에 올랐다.

## 사망
- 백제(百濟)의 10대 어라하(於羅瑕) 분서왕(汾西王)